# Miasto Slatina
Miasto Slatina (chorw. Grad Slatina) – jednostka administracyjna w Chorwacji, w żupanii virowiticko-podrawskiej. W 2011 roku liczyła 13 686 mieszkańców.